# Хигути, Киитиро
Киитиро Хигути (яп. 樋口 季一郎, 20 августа 1888 — 11 октября 1970) — генерал-лейтенант Императорской армии Японии во Второй мировой войне.

## Биография
Хигути родился в Минамиавадзи в префектуре Хёго на острове Авадзи и был старшим ребёнком в семье. В 21 год окончил Военную академию Императорской армии, а уже к 30-ти годам — высшую военную академию Императорской армии Японии. Будучи младшим офицером, был направлен в качестве военного атташе в Польшу. Хигути владел русским языком, из-за чего вскоре был переведён в Маньчжурию, где был доверенным лицом генерала Кандзи Исивара и военного министра Корэтика Анами.
Командовал специальным подразделением в Харбине в 1938 году, где позволял еврейским беженцам скрываться от гнёта нацистской Германии. Этот путь известен как «маршрут Хигути». Докторант Калифорнийского университета в Сан-Диего Дилан Х. О’Брайен обнаружил, что Хигути помог въезду в Маньчжоу-Го «по меньшей мере 18 человек», но «…о большем нет записей».
В 1942 году он был произведён в генерал-лейтенанты и переведён в Саппоро командовать 5-м фронтом армии Японии. Участвовал во вторжении на Алеутские острова. Впоследствии организовал оборону северной части Японии от вторжения союзных войск.

### После войны
В 1946 году в связи с окончанием войны ушёл в отставку в Асари, Отару, Хоккайдо. В 1947 году он переехал в город Кобаяси префектуры Миядзаки (позже в город Мияконодзё). После этого он не занимал должности и практически продолжал вести затворнический образ жизни. По словам Рюити Хигути, он не рассказывал о своём прошлом и каждое утро молился об упокоении душ умерших перед картиной острова Атту.
В 1970 году он переехал в Хакусан, Бункё-ку, Токио, и умер в том же году. Его могила находится в храме Мёдайдзи в городе Ойсо префектуры Канагава.

## В настоящее время
В 2005 году японское посольство в Израиле связалось с музеем «Яд ва-Шем» по вопросу о присвоении Хигути статуса «Праведника народов мира». Пока данный запрос не удовлетворён.
Внук Киитиро Хигути, Рюити Хигути, почётный профессор Университета Мэйдзи Гакуин, проводит исследования своего деда, читает лекции в Японии и посетил Израиль в 2018 году. Рюити жил с Киитиро до 24 лет. Его внучка, Эрико Синода (член городского совета Саппоро), вспоминает, что он тихонько читал книгу на русском языке.